# Acontista rehni
Acontista rehni är en bönsyrseart som beskrevs av Giglio-tos 1927. Acontista rehni ingår i släktet Acontista och familjen Acanthopidae. Inga underarter finns listade i Catalogue of Life.